# Филипините във Втората световна война
Филипините участват във Втората световна война на страната на Съюзниците от 8 декември 1941 година до края на войната.
В началото на войната Филипините са владение на Съединените щати в процес на получаване на независимост, като имат собствено правителство с широки правомощия, но в страната са разположени множество американски военни бази. Филипините са нападнати от Япония часове след нападението над Пърл Харбър през декември 1941 година и до пролетта на следващата година са окупирани от японците. Президентът Мануел Кесон се евакуира във Вашингтон, където продължава да действа филипинско правителство в изгнание. В страната се организира Съпротивително движение, докато японците създават марионетна Втора филипинска република. Филипините са завзети от Съюзниците през 1944 година.